# Штадлау (станція метро)
48°13′11″ пн. ш. 16°26′59″ сх. д. / 48.2198° пн. ш. 16.4496° сх. д.
«Штадлау» (нім. Stadlau) — станція Віденського метрополітену, розміщена на лінії U2 між станціями «Гардег-гассе» і «Донауштадтбрюке». Відкрита 2 жовтня 2010 року у складі дільниці «Штадіон» — «Асперн-штрасе».
Розташована в 22-му районі Відня (Донауштадт), біля однойменного вокзалу.